# Jacques Verneuil
Jacques Verneuil, né le 29 septembre 1899 à Cozes (Charente-Inférieure) et mort le 9 mars 1982 à Saint-Michel (Charente), est un homme politique français.

## Biographie
Fils d'un important viticulteur charentais, de confession protestante, établi à Gémozac, Jacques Verneuil suit des études d'agronomie à Montpellier puis prend la direction de l'exploitation familiale.
Élu en 1922 conseiller d'arrondissement, à Gémozac, il adhère en 1928 au parti radical-socialiste. Trois ans plus tard, il est élu conseiller général de Charente-Inférieure, mais ne se représente pas en 1937.
Engagé volontaire en mai 1940, il est décoré de la Croix de Guerre. Résistant, il participe aux opérations de sabotage du maquis « Dordogne Nord » et sera ensuite décoré de la médaille de la Résistance. Il se consacre ensuite à ses activités professionnelles.
Il renoue avec la politique en 1951, en étant candidat en deuxième position sur la liste RGR menée par Roger Gaborit aux élections législatives. Grâce aux apparentements, la liste obtient deux sièges, et Verneuil est élu député.
Mais c'est surtout au monde viticole qu'il se consacre : président de la fédération des viticulteurs charentais, cofondateur de la FDSEA et de la caisse locale du Crédit Agricole, il est le principal porte parole du lobby viticole du cognac.
À l'assemblée, l'essentiel de son activité est d'ailleurs consacré à la défense de la viticulture.
En juillet 1955, il se présente aux sénatoriales, avec l'étiquette du RGR, mais contre la fédération radicale de Charente-Maritime. Élu au Conseil de la République, il fait ensuite partie des dissidents qui quittent le parti radical avec André Morice et Henri Queuille, par opposition à la ligne politique de Mendès-France, et fondent le Centre républicain.
Après l'instauration de la Cinquième République, il est élu Sénateur en 1959, réélu en 1962, avec le soutien des radicaux cette fois, puis de nouveau en 1971, grâce au soutien de la gauche locale. Il fait partie en effet des radicaux qui vont soutenir l'union de la gauche et le programme commun, quittant le parti radical pour rejoindre le Mouvement des Radicaux de Gauche, dont un des chefs de file nationaux est Michel Crépeau, le maire de La Rochelle.
Son dernier mandat est cependant marqué par un net désinvestissement de l'activité parlementaire, qui, conjugué à son âge avancé, se conclut logiquement par sa décision de ne pas se représenter en 1980. Il meurt deux ans plus tard.

## Détail des fonctions et des mandats
Mandat parlementaire
Du 17 juin 1951 au 13 juillet 1955 : Député de la Charente-Maritime
- 26 avril 1959 - 23 septembre 1962 : Sénateur de la Charente-Maritime